# Sulee B Wax
Sulee B Wax, de son vrai nom Fabrice Guion-Firmin, né en 1970 dans le Val-de-Marne, est un réalisateur artistique, compositeur et producteur de hip-hop français. Ayant grandi à Vitry-sur-Seine, Sulee B Wax fait partie en 1986 du groupe de danse hip hop Atomic Breakers avec notamment Doudou Masta. Membre du Mouvement authentique à Châtillon avec EJM, New Generation MC et Lionel D, il est un ancien membre et rappeur du groupe Little MC qui sort en 1992 l'album Les Vrais. Il collabore en tant que producteur musical avec des groupes comme NTM, Psykopat, Assassin, N.A.P., Ärsenik, Busta Flex, Ol' Kainry, Dany Dan, ou encore avec la rappeuse Sté, et la chanteuse Wallen et Sheryfa Luna.  